# Средно училище „Никола Вапцаров“ (Царево)
Средно училище „Никола Вапцаров“ е гимназия в град Царево, област Бургас. Създадено е през 1914 г. Патрон на училището е Никола Вапцаров. То е разположено на ул. „Хан Аспарух“ № 38. Към 2024 г. директор на училището е Даниела Фелонова.

## История
Училището е открито през 1914 г., като през 1935 г. е преобразувано в основно. На 15 септември 1945 г. с Указ № 201/24.08.1945 г. се преобразува в непълна смесена гимназия. През 1951 г. става пълно смесено училище. През учебната 1959/1960 г. в училището започва професионално обучение по шев и кройка, зеленчукопроизводство и стругарство. Създадена е библиотека с 3000 тома. През същата година се оборудват кабинети по химия, физика и работилница по дървообработване и машиностроене.